# Морояма (Сайтама)

35°56′30″ пн. ш. 139°18′58″ сх. д. / 35.94167° пн. ш. 139.31611° сх. д.
Мороя́ма (яп. 毛呂山町, もろやままち, МФА: [moɾojama mat͡ɕi̥]) — містечко в Японії, в повіті Ірума префектури Сайтама. Станом на 1 жовтня 2008 площа містечка становила 34,03 км². Станом на 1 січня 2009 населення містечка становило 39 305 осіб.